# تل قلعه آرین
تل قلعه آرین مربوط به سده‌های اولیه دوران‌های تاریخی پس از اسلام است و در شهرستان شیراز، بخش کوار، دهستان فرمشکان، روستای حکوان، داخل باغ آرین واقع شده و این اثر در تاریخ ۳۰ بهمن ۱۳۸۶ با شمارهٔ ثبت ۲۰۹۸۹ به‌عنوان یکی از آثار ملی ایران به ثبت رسیده است.